# Al Masilah (huyện)
Huyện Al Masilah là một huyện thuộc tỉnh Al Mahrah, Yemen. Đến thời điểm năm 2003, huyện này có dân số 10404 người